# Sekaninaíta
La sekaninaíta es un mineral de la clase de los ciclosilicatos. Aunque no fue aprobado como mineral válido hasta 1975, fue descubierta en 1968 en la región de  Moravia (República Checa), siendo nombrada así en honor de Josef Sekanina, mineralogista checo. Sinónimos poco usados son: ferrocordierita o IMA1967-047.

## Características químicas
Es un aluminosilicato anhidro de hierro, con estructura de ciclosilicato con anillos de seis tetraedros, sin aniones adicionales. Es el análogo con hierro de la cordierita (Mg2Al4Si5O18), mineral con el que forma una serie de solución sólida en la que la sustitución gradual del hierro por magnesio va dando los distintos minerales de la serie.
Además de los elementos de su fórmula, suele llevar como impurezas: magnesio, titanio, manganeso, calcio, sodio, potasio y agua.

## Formación y yacimientos
Se forma en rocas pegmatitas, en la zona con albita en granulitas y gneisses. También en rocas bauxitas intensamente alteradas con diabasa.
Suele encontrarse asociado a otros minerales como: albita o cuarzo.